# Metaaldraaibank
Een metaaldraaibank is een machine waarmee metalen of kunststoffen werkstukken worden gedraaid/gemaakt. De draaibank bestaat uit een gietijzeren gestel of geraamte.
Door een elektromotor wordt via een v-snaar de klauwplaat, welke op de hoofdas wordt bevestigd, aangedreven. 
De draaibank bestaat verder uit een support waarin de beitels voor het draaiwerk worden vastgezet. Dit beitelsupport kan zowel handmatig als automatisch over een zwaluwstaartbed worden voortbewogen. Aan het andere uiteinde van de draaibank zit de "losse kop" waarin een vast of meedraaiend center kan worden geplaatst. Ook  een boorkop of een boor met grotere diameter kunnen hier worden vastgeklemd.
Op een metaaldraaibank kan behalve in- en uitwendig draaiwerk ook schroefdraad gesneden worden. Door verschillende tandwielverhoudingen te gebruiken kunnen diverse soorten schroefdraad worden gesneden. De meest voorkomende schroefdraad hier op het Europese vasteland is de metrische draad.
Er is ook Engelse (schroef)draad, British Standard Whitworth (BSW) genoemd, waarvan de spoed (hier het aantal gangen per inch) en de tophoek de voornaamste verschilpunten tussen de BSW en de metrische schroefdraad zijn.

## CNC-draaibanken
Met de opkomst van automatisering in de verspaningstechniek zijn CNC-draaibanken (Computer Numerical Control) niet meer weg te denken uit de moderne metaalbewerking. In tegenstelling tot conventionele draaibanken, waarbij de machine handmatig wordt bediend, worden CNC-draaibanken aangestuurd via een computerprogramma. Hierdoor kunnen complexe bewerkingen met hoge precisie en herhaalbaarheid worden uitgevoerd.
CNC-draaibanken maken gebruik van servomotoren en kogelomloopspindels om de bewegingen van de gereedschappen en het werkstuk nauwkeurig te controleren. De meeste CNC-machines beschikken over een gereedschapsrevolver of automatische gereedschapswisselaar en kunnen meerdere bewerkingen in één opspanning uitvoeren, wat de efficiëntie verhoogt en de kans op menselijke fouten vermindert.
Er bestaan verschillende types CNC-draaibanken, waaronder 2-assige draaibanken, draaimachines met aangedreven gereedschappen (C-as), en multitasking-machines (zoals draaifreescombinaties met een Y-as of subspindel). Deze machines worden veel gebruikt in de productie van nauwkeurige onderdelen voor onder andere de automobielindustrie, luchtvaart en medische sector.